# Patricia Lesieur
Pour les articles homonymes, voir Lesieur.
Patricia Lesieur, née le 23 juillet 1945 est une actrice française qui a principalement joué durant les années 1970. Elle a été aussi présentatrice de télévision française.

## Biographie
Elle fut l'héroïne du feuilleton Le Renard à l'anneau d'or et une des actrices principales de la mini-série d'Antenne 2 : Il y a plusieurs locataires à l'adresse indiquée. Elle a également joué dans Joseph Balsamo où elle incarnait Marie-Antoinette, ainsi que dans L'Homme qui revient de loin.
Au théâtre, elle fut la Desdémone de Roger Hanin dans Othello.
Elle a également été présentatrice sur Antenne 2. Elle est la porte-parole du jury français lors du Concours Eurovision de la chanson 1986 retransmis sur cette même chaîne.

## Filmographie partielle

### Cinéma
- 1973 : L'Histoire très bonne et très joyeuse de Colinot trousse-chemise de Nina Companeez : La suivante d'Arabelle
- 1973 : La Raison du plus fou de François Reichenbach
- 1973 : La Dernière Bourrée à Paris de Raoul André : Berthe
- 1973 : La Femme en bleu de Michel Deville : Sylvie, l'assistante
- 1980 : Voulez-vous un bébé Nobel ? de Robert Pouret : Madeleine Menzano

### Télévision
- 1972 : Comme il vous plaira de William Shakespeare, adaptation de Jean Anouilh : Celia
- 1972 : L'homme qui revient de loin (série) de Michel Wyn : Catherine
- 1973 : Le Jeune Fabre (série) de Cécile Aubry
- 1973 : Un monsieur bien rangé (série) d'Agnès Delarive : Olivia
- 1973 : Joseph Balsamo d'André Hunebelle : La dauphine Marie-Antoinette
- 1973 : Un homme libre de Roberto Muller
- 1973 : Le Provocateur (série) de Bernard Toublanc-Michel : Sylvie
- 1974 : Le Renard à l'anneau d'or de Teff Erhat : Mariève, l'épouse de Gilles
- 1975 : Trente ans ou la Vie d'un joueur de Marcel Moussy : Amélie
- 1975 : Erreurs judiciaires d'Alain Franck et Jean Laviron (épisode : Course contre la montre) : L'avocate
- 1977 : Deux auteurs en folie (mini-série)
- 1977 : Messieurs les jurés (épisode : L'Affaire Vilquier)
- 1978 : Les Amours sous la Révolution : Les Amants de Thermidor de Jean-Paul Carrère : Catherine dite Frison
- 1978 : La Femme rompue/Cinéma 16
- 1978 : L'Équipage d'André Michel : Denise/Hélène
- 1978 : Le retour de Jean de Robert Guez
- 1979 : Othello, d'Yves-André Hubert (TV) : Desdémone
- 1979 : Le tourbillon des jours de Jacques Doniol-Valcroze : Madeleine Chaumont
- 1979 : Il y a plusieurs locataires à l'adresse indiquée de François Chatel : Sonia
- 1983 : Quelques hommes de bonne volonté de François Villiers
- 1984 : Les parents ne sont pas simples cette année de Marcel Jullian
- 1984 : Au théâtre ce soir : J'y suis, j'y reste de Raymond Vincy et Jean Valmy, mise en scène Robert Manuel, réalisation Pierre Sabbagh, Théâtre Marigny : Gisèle
- 1984 : Allô Béatrice (épisode : L'Affreux séducteur) : La speakerine
- 1985 : Les Amours des années 50 : Passez muscade
- 1985 : Le Marionnettiste de Raphaël Delpard : Florence

## Théâtre
- Le Malade imaginaire de Molière, mise en scène Maurice Sarfati : Angélique
- L'Avare de Molière, mise en scène Fernand Ledoux : Élise
- 1974 : La Mamma d'André Roussin, mise en scène Robert Manuel, théâtre Édouard VII : Barbara[2]
- Mon Faust de Paul Valéry, mise en scène Raymond Gérome : Lust de Cristal
- 1975 : L'Éventail de Carlo Goldoni, mise en scène Daniel Ceccaldi, Festival du Marais : Candida
- 1978 : Othello de William Shakespeare, mise en scène Roger Hanin : Desdémone